# Harpactea gennargentu
Harpactea gennargentu är en spindelart som beskrevs av Jörg Wunderlich 1995. Harpactea gennargentu ingår i släktet Harpactea och familjen ringögonspindlar. Inga underarter finns listade i Catalogue of Life.